# ルヒ・サルアルプ
ルヒ・サルアルプ（Ruhi Sarıalp、1924年12月15日 - 2001年3月3日）は、トルコの陸上競技選手。1940年代から1950年代にかけて活躍した三段跳の選手。1948年ロンドンオリンピックの銅メダリストである。トルコ西部エーゲ海地方マニサ県出身。

## 経歴
サルアルプは、コンヤにあった兵学校在学中から陸上競技をはじめ、1945年には、三段跳のトルコ記録を更新した。1948年のロンドンオリンピックでは、15m02で、スウェーデンのアルネ・オーマン、オーストラリアのジョージ・アベリーに次いで銅メダルを獲得。トルコにオリンピックの陸上競技で初めてのメダルをもたらした。さらに2年後には、ヨーロッパ選手権でも銅メダルを獲得している。また、1951年と、1952年には軍人世界陸上選手権連覇も果たしている。 
サルアルプは、現役引退後、イスタンブール工科大学商船学部で体育の講師となる。同大学にある体育館には、サルアルプの名が冠せられている。

## 主な実績
| 年   | 大会                 | 場所                   | 種目   | 結果 | 記録  |
| ---- | -------------------- | ---------------------- | ------ | ---- | ----- |
| 1948 | オリンピック         | ロンドン(イギリス)     | 三段跳 | 3位  | 15m02 |
| 1950 | ヨーロッパ陸上選手権 | ブリュッセル(ベルギー) | 三段跳 | 3位  | 14m53 |